# New Zealand Post
New Zealand Post (укр. Пошта Нової Зеландії) — національний оператор поштового зв'язку Нової Зеландії зі штаб-квартирою у Веллінгтоні. Є державною компанією та перебуває у підпорядкуванні уряду Нової Зеландії. Член Всесвітнього поштового союзу.

## Історія

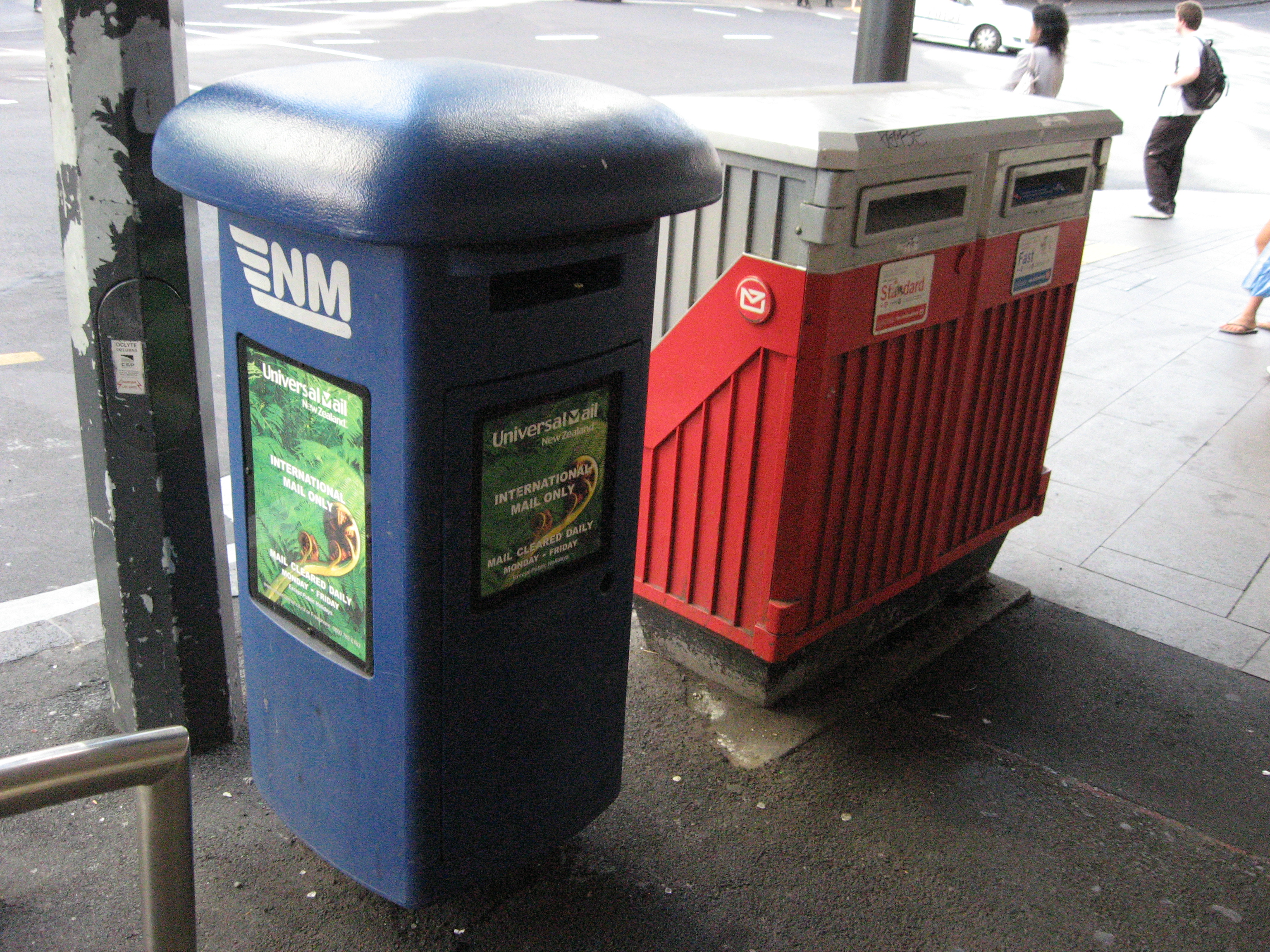
Типова вулична поштова скринька з двома слотами для відправлень за двома класами.

До 1987 року у Новій Зеландії діяла Поштова служба Нової Зеландії, що опікувалася поштовим, банківським та телекомунікаційним секторами впродовж 1980-х років. У 1986 році прийнято Закон про державні підприємства, який корпоратизував ряд державних відомств у державні підприємства. Корпоратизація пошти була завершена прийняттям Закону про поштові послуги 1987 року. Ці два закони розділили Поштову службу на три державні підприємства: «New Zealand Post Limited», «Post Office Bank Limited» (згодом перейменоване на «PostBank») та Telecom New Zealand Limited. Нині у державній власності перебуває лише «New Zealand Post», оскільки «PostBank» та «Telecom» були приватизовані у 1989 та 1990 роках відповідно.
У перший рік своєї діяльності «New Zealand Post» вийшла на прибуток у розмірі 72 млн новозеландських доларів.
За рік після прийняття Закону про пошту 1987 року було оголошено про плани повної приватизації пошти. Для підготовки до приватизації було вирішено поступово зменшувати монопольне положення «New Zealand Post». Коли підприємство було корпоратизоване у 1987 році, «New Zealand Post» мала монополію на універсальні поштові послуги. Уряд дав розпорядження скоротити на третину скоротити кількість відділень. У 1991-1992 роках вийшов черговий фінансовий огляд на підтримку урядового плану приватизації. Однак до кінця 1993 року Уряд відмовився від свого плану через спротив громадськості.
«New Zealand Post» розпочала свою діяльність з 1 244 поштових відділень, згодом брендованих у «PostShop», з яких 906 були поштовими відділеннями, а 338 — представництвами. Після закінчення терміну дії державних субсидій у лютому 1988 року було реорганізовано та закрито 600 поштових відділень. Станом на березень 1998 року у Новій Зеландії працювало 297 постшопів та 705 поштових центрів. Також відкрито 2 945 кіосків роздрібної торгівлі поштовою канцелярією.

## Діяльність

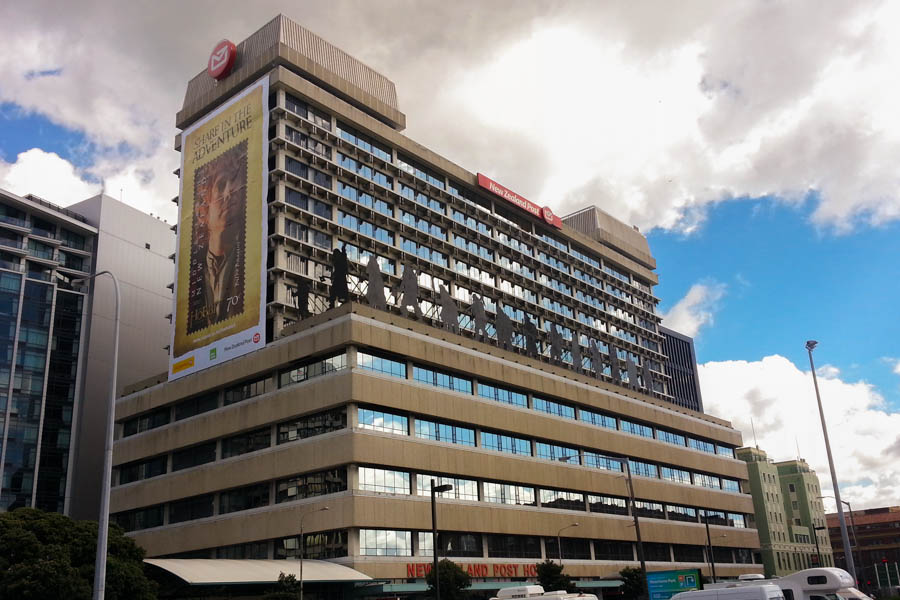
Штаб-квартира компанії у Веллінгтоні

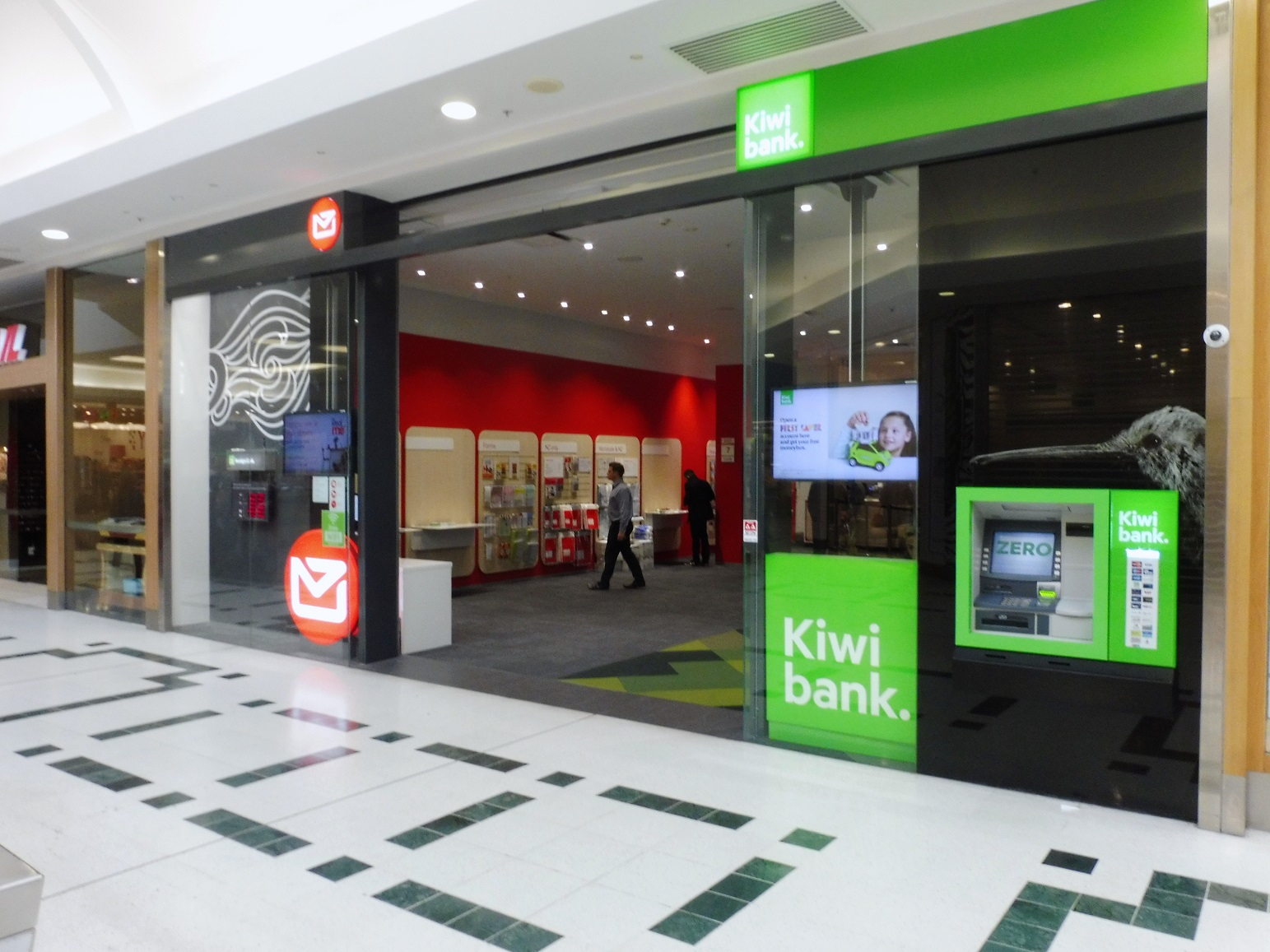
Відділення «New Zealand Post» та «Kiwibank» у торговому центрі Крайстчерча

У 1989 році «New Zealand Post» заснувала «CourierPost» — загальнодержавну кур'єрську компанію. До 1998 року «CourierPost» став гравцем номер один на ринку експрес-доставки
У 1999 році «New Zealand Post» розпочала співпрацю із «Blue Star». Новий бренд — «Books and More» — поєднав роботу книгарні з більш традиційними послугами «PostShop». Після придбання 100% компанії у 2004 році дочірня компанія була продана «Paper Plus» у 2005 році.
У 2002 році компанія відкрила банк «Kiwibank Limited», представництва якого були у більшості відділень «PostShop» та «Books and More». «Kiwibank» повністю належить «New Zealand Post» як дочірнє підприємство.
У 2002 році «New Zealand Post» придбала «ECN Group», яка нині є її підрозділом. Метою покупки була розробка та реалізація технологій і послуг, які можуть замінити або вдосконалити традиційні послуги пошти Нової Зеландії. «ECN Group» фокусується на обміні повідомленнями B2B, управлінні бізнес-процесами та інтеграції систем, присутніх у Новій Зеландії, Австралії та Азії.
У 2004 році «New Zealand Post» оголосила про створення «Express Courier Ltd», спільного підприємства з компанією «DHL». У 2008 році «New Zealand Post» та «DHL» відкрили спільне підприємство в Австралії під назвою «Parcel Direct Group Pty Limited». У 2012 році «New Zealand Post» придбала частку активів DHL у цих двох компаній. «Express Courier Ltd» надає кур'єрські та логістичні послуги по всій Новій Зеландії під торговими марками «CourierPost», «Pace», «RoadStar» та «Contract Logistics».
До грудня 2012 року «New Zealand Post» володіла 35% акцій ІТ-компанії «Datacom Group».
«New Zealand Post» за угодою із Міністерством юстиції керує Центром реєстрації виборців. Її функція полягає у складанні та підтримці всіх виборчих списків для виборів до парламенту та органів місцевого самоврядування.
6 липня 2010 року «New Zealand Post» зареєструвала 100-відсотковий пакет акцій «Localist Limited». Цей холдинг був проданий у 2014 році.
До кінця червня 2011 року Пошта Нової Зеландії мала 910 представництв та 280 постшопів з представництвами «Kiwibank». Також було облаштовано мережу терміналів самообслуговування, банкоматів та поштоматів
3 квітня 2017 року «New Zealand Post» оголосила, що співпрацюватиме з мережею ресторанів швидкого харчування «KFC» у сфері доставки їжі поштовими кур'єрами.